# Nicolae al II-lea al Rusiei
Acest articol se referă la țarul Rusiei Nicolae al II-lea.  Pentru alte sensuri, vedeți Nicolae al II-lea (dezambiguizare).
Țarul Nicolae al II-lea al Rusiei sau Nikolai Alexandrovici Romanov (în rusă Николай Александрович Романов; n. 18 mai 1868, Țarskoe Selo, Gubernia Sankt Petersburg⁠(d), Imperiul Rus – d. 17 iulie 1918, Ekaterinburg, Gubernia Perm⁠(d), RSFS Rusă) a fost ultimul împărat al Rusiei. A domnit din 1894 până la abdicarea sa din 15 martie 1917 la sfârșitul revoluției din februarie. A fost asasinat împreună cu întreaga sa familie de către bolșevici la ordinul lui Lenin. În anul 2000, Țarul Nicolae al II-lea a fost Canonizat drept sfânt în Biserica Ortodoxă Rusă.

## Familia. Anii tinereții

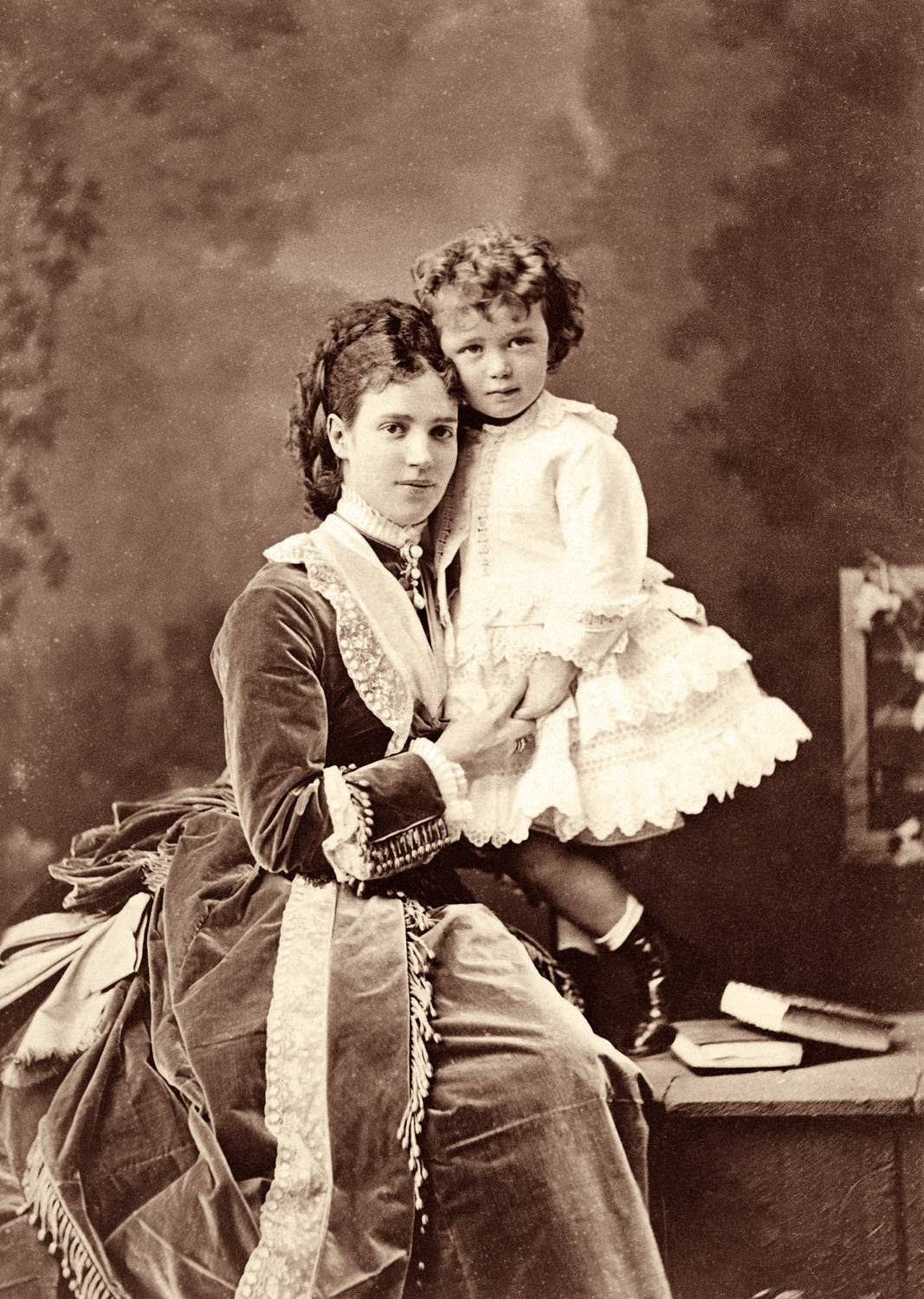
Împărăteasa Maria Feodorovna cu fiul ei Nicolae în 1870.

Nicolae al II-lea a fost fiul împăratului Alexandru al III-lea al Rusiei și al împărătesei Maria Feodorovna (născută Prințesa Dagmar a Danemarcei). Pe linie paternă a fost nepot al împăratului Alexandru al II-lea al Rusiei, iar pe linie maternă a fost nepot al regelui Cristian al IX-lea al Danemarcei. A avut trei frați mai mici (Alexandru, George, Mihail) și două surori mai mici (Xenia și Olga).
La 13 martie 1881, în urma asasinării bunicului său Alexandru al II-lea, Nicolae a devenit țarevici (moștenitor al tronului), iar tatăl său țar. Nicolae și alți membri ai familiei au asistat la acest eveniment în timpul șederii la Palatul de iarnă din Sankt Petersburg, însă din motive de securitate, noul țar și familia sa s-au mutat la Palatul Gatchina, situat în afara orașului.
Nicolae era văzut ca prea blând de către durul și pretențiosul său tată care, dată fiind moartea sa prematură, nu și-a pregătit fiul pentru conducerea vastului imperiu. Acesta se pare că nici măcar nu intenționa să-l pregătească pe Nicolae pentru o astfel de funcție dificilă, considerându-l „un fel de imbecil” pe care n-are nici un sens să încerci să-l pregătești în meseria guvernării. Țarul Alexandru III își numea, de altfel, fiul, „fetița”, iar atunci când ministrul lui de finanțe, contele Witte, i-a sugerat că ar fi timpul să-l inițieze pe moștenitor în afacerile tronului, împăratul s-a arătat surprins, declarând că e imposibil ca Witte să nu fi constatat deja, dacă a discutat până atunci cu țareviciul Nicolae, că acesta „este un prost.” Mai târziu, când sfetnicul apropiat al tatălui său (și mai târziu și al lui), reacționarul Pabiedonósțiev, a încercat să-l inițieze în detaliile funcționării statului, Nicolae al II-lea s-a lăsat absorbit de scobitul în nas. Pabiedonósțiev considera că Nicolae al II-lea „pricepe doar semnificația unor fapte izolate, fără legăturile lor cu restul, fără o apreciere a influenței celorlalți factori care intervin, El aderând la măruntul și nesemnificativul Lui punct de vedere.”
Pe 6  ( 18 ) mai  1884 , la împlinirea vârstei majoratului (pentru moștenitor ), a depus jurământul în Marea Biserică a Palatului de Iarnă , anunțat prin cel mai înalt manifest. Primul act publicat în numele său a fost un rescript adresat guvernatorului general al Moscovei, V. A. Dolgorukov: 15 mii de ruble pentru distribuire, la discreția sa, „între locuitorii Moscovei care au cea mai mare nevoie de ajutor”.
În primii doi ani, Nikolai a servit ca ofițer junior în Regimentul Preobrajenski . A servit în Regimentul de Husari Garda de Viață ca și comandant de escadrilă timp de două sezoane de vară, apoi a servit în tabăra de artilerie . Pe 6 ( 18 ) august 1892, a fost promovat la colonel. În același timp, tatăl său l-a introdus în treburile guvernării țării, invitându-l să participe la ședințele Consiliului de Stat și ale Cabinetului de Miniștri. La propunerea ministrului Căilor Ferate, S. Yu. Witte , Nikolai a fost numit președinte al comitetului pentru construcția Căii Ferate Transsiberiene în 1892 pentru a dobândi experiență în afacerile guvernamentale. La vârsta de 23 de ani, Moștenitorul era un om care primise informații ample în diverse domenii ale cunoașterii.
Educația sa a inclus călătorii în diferite provincii ale Rusiei, pe care le-a făcut împreună cu tatăl său. Pentru a-și completa studiile, tatăl său i-a alocat crucișătorul Pamyat Azova, ca parte a unei escadrile pentru o călătorie în Orientul Îndepărtat. Pe parcursul a nouă luni, el și alaiul său au vizitat Austro-Ungaria, Grecia, Egipt, India, Thailanda, China, Japonia și, mai târziu, pe uscat din Vladivostok, traversând Siberia , s-a întors în capitala Rusiei. În timpul călătoriei, Nikolai a ținut un jurnal personal. În Japonia, polițistul japonez Tsuda Sandzo a atentat la viața lui Nikolai (vezi Incidentul Otsu ). Înainte ca polițistul să fie capturat, a reușit să-i provoace răni la cap, braț și ureche țareviciului; cămașa lui Nikolai cu pete de sânge este păstrată în Schit .
La 26 de ani, cu mai puțin de o lună înainte de a accede la tronul Rusiei, jurnalul personal al viitorului țar Nicolae al II-lea, conține stupidități gen descrierea unor epice bătăi cu castane între el și amicul lui apropiat, prințul George al Greciei: „am început bătaia cu castane în fața casei și-am sfârșit-o pe acoperiș.” Câteva zile mai târziu, jurnalul se face mărturia unei alte bătăi, de această dată una cu conuri de pin.

Totuși în contrast cu un specimen gen împăratul Ferdinand I al Austriei, care retardat mintal fiind, declara candid că „e ușor să guvernez, mai greu e să mă semnez”, se pare că Nicolae însuși realiza că sarcina conducerii unui uriaș imperiu aflat în plină fază a industrializării și a unei profunde prefaceri sociale (sau a unei Rusii aflată deja în agitație revoluționară provocată de abandonarea reformelor politice după asasinarea țarului Alexandru II de către un grup terorist de stânga), îl depășește complet: 

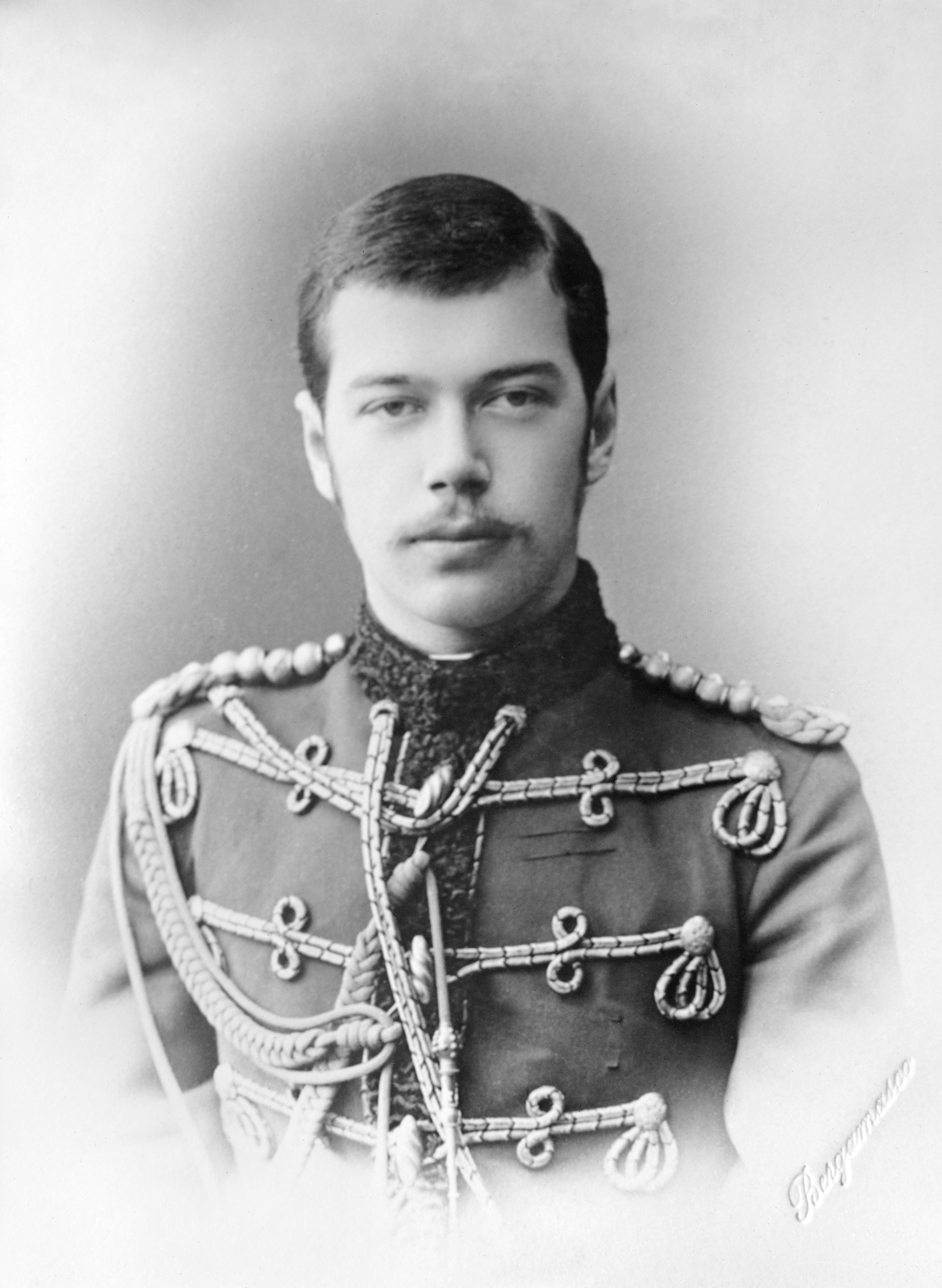
Țareviciul Nicolae Alexandrovici Romanov la 21 de ani.

la moartea tatălui lui, țarul Alexandru III - secerat prematur de alcool și-o maladie renală - Nicolae își întreabă cu patetism verișorul, printre lacrimi, „ce se va întâmpla acum cu mine și cu Rusia?” El declară cu această ocazie că nu este pregătit să devină țar, că în plus n-a vrut niciodată să devină țar și nu știe nimic despre cum se guvernează sau discută cu miniștrii.
Nicolae s-a îndrăgostit de Prințesa Alix de Hesse și Rhin, o nepoată a Reginei Victoria, dar tatăl său nu a fost de acord cu o astfel de alianță, el sperând să perfecteze o căsătorie cu o prințesă din Casa de Orléans, pentru a întări proaspăta alianță cu Republica Franceză. Numai când se afla pe patul de moarte, temându-se pentru succesiunea dinastiei Romanovilor, Alexandru al III-lea a fost de acord ca Nicolae să se căsătorească cu o prințesă din Germania.
Ca țarevici, Nicolae a făcut mai multe călătorii pe tărâmuri îndepărtate, incluzând o călătorie importantă în Orientul Îndepărtat de unde s-a ales cu o cicatrice pe frunte. Un japonez considerat de unele surse nebun, altele descriind mai degrabă un ultra-naționalist., aproape că l-a omorât, dar salvarea a venit de la vărul său, Prințul George al Greciei (ziarele japoneze ale vremii considerau totuși relatarea despre intervenția prințului George drept o simplă romanțare. Fapt este că familia imperială rusă, ca și cea japoneză, i-a răsplătit pentru salvarea vieții țareviciului, îmbogățindu-i, pe doi japonezi (Mukobatake Jisaburo și Kitaga Ichitaro) care cărau o ricșă și care l-au imobilizat și lovit cu propria lui sabie pe ex-samuraiul atacant.). Nicolae s-a reîntors la Sankt Peterburg cu o ură crescută față de Imperiul Japonez.

## Țar al Rusiei

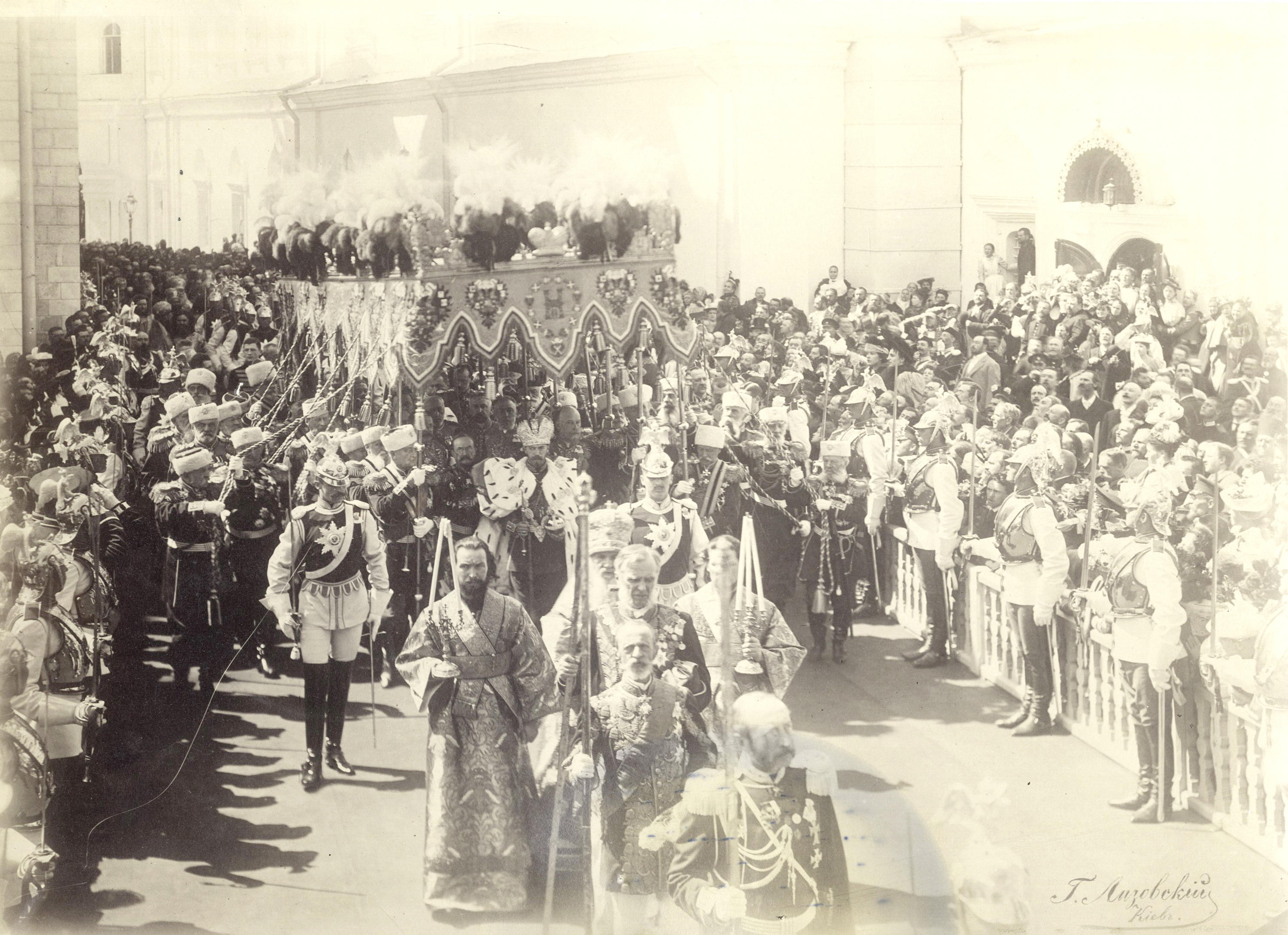
Încoronarea Țarului Nicolae al II-lea

Nicolae s-a urcat pe tron în data de 1 noiembrie 1894, și la scurtă vreme după aceea s-a căsătorit cu Prințesa Alix (din acel moment înainte Împărăteasa Alexandra Feodorovna). Ei au avut cinci copii: Marile Ducese Olga, Tatiana, Maria, Anastasia și Țareviciul Alexei. Titlul de Țar, derivat din titlul roman Cezar, ajuns în rusă prin bizantinul Kaisar, a fost abolit oficial în 1712 de Petru cel Mare, dar a fost folosit în mod neoficial de-a lungul domniei lui Nicolae. Titlul său oficial era:
Noi, Nicolae al Doilea, prin mila lui Dumnezeu, Împărat și Autocrat al Întregii Rusii, Țar al Moscovei, Kievului, Vladimirului, Novgorodului, Astrahanului, Poloniei , Siberiei, Crimeii, Georgiei, Stăpân al Pskovului, Mare Duce de Smolensk, Lituania, Volkinia, Podolia și Finlanda, Prinț de Estonia, Livonia, Curlanda și Semgalle, Samogiția, Bialostok, Karelia, Tver, Iugoria, Perm, Viatka, Bulgaria și al altor țări, Stăpân și Mare Duce al Novgorodului de Jos, Cernigov, Riazan, Poloțk, Rostov, Iaroslav, Belosero, Oudoria, Obdoria, Condia, Vitebsk și a toată Regiunea de Nord, Stăpân și Suveran al Ținutului Iveriei, Kartaliniei, Kabardinei și al Provinciilor Armenești, Suveran al Prinților Montani și Circasieni, Stăpân al Turkestanului, Duce de Schleswig, Holstein, Stormarn, Ditmarschen și Oldenburg, Prinț Moștenitor de Norvegia, și așa mai departe, și așa mai departe, și așa mai departe.

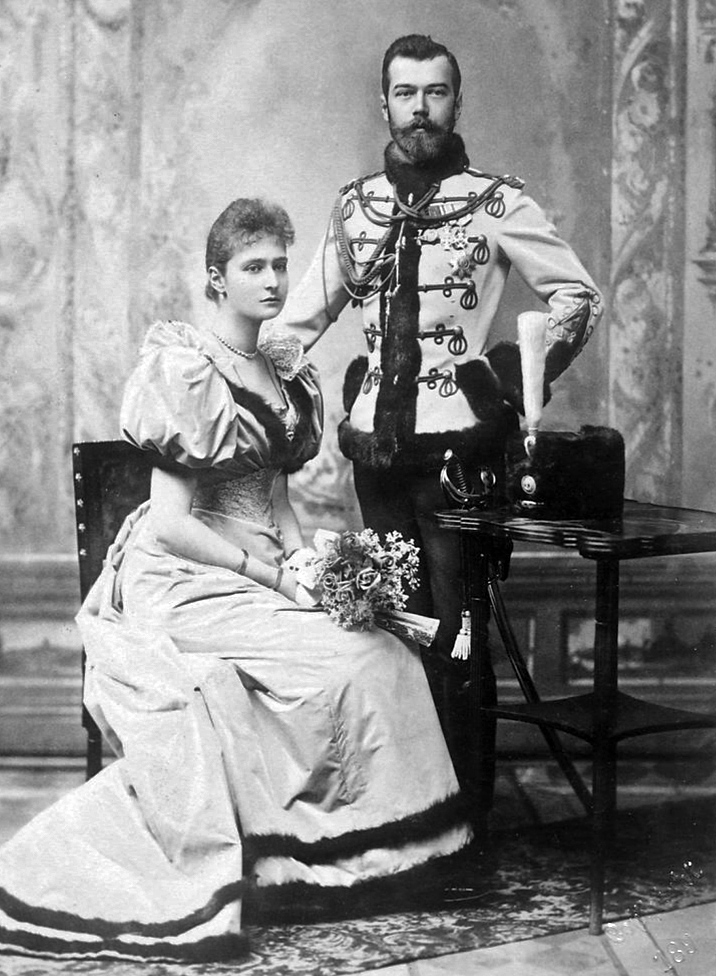
Nicolae și Alexandra, 1894.

La festivitățile de încoronare de la Moscova din 1896, mai multe mii de persoane au fost călcate în picioare și au murit în îmbulzeala iscată la ceremonie. Nicolae a aflat despre catastrofă mai târziu în aceeași zi și a vrut să anuleze festivitățile care urmau, dar a fost convins să nu facă asta de rude și de sfetnici. Mulți au văzut decesele ca pe o prevestire nefastă. Nicolae nu era pregătit suficient să domnească după moartea neașteptată a tatălui său. Logodna sa cu Prințesa Alix s-a făcut doar cu puțină vreme înainte de moartea tatălui său, iar căsătoria s-a făcut la scurtă vreme după funeralii. Nicolae a trebuit să facă față imediat sarcinii de a fi Autocrat al Rusiei într-o perioadă de maximă agitație politică. Nicolae al II-lea s-a dovedit incapabil să facă față sarcinilor combinate ale conducerii țării în timpul unor situații agitate din punct de vedere politic și ale conducerii armatei ruse în cel mai mare conflict internațional de până atunci.
El s-a bizuit foarte mult pe sfaturile unchilor săi, Marii Duci (frații răposatului său tată), și de asemenea pe sfatul vărului soției sale, Kaiserul Wilhelm. Aceste sfaturi corespundeau mai degrabă interesului „Vărului Willy”, care spera să prevină crearea unor legături mai apropiate dintre Rusia pe de-o parte și Anglia și Franța pe de altă parte. Un război cu Japonia, prost planificat și condus, (1904–1905), a adus mari pierderi Rusiei, iar temerile de un conflict mai mare au contribuit la Antanta Ruso-Engleză, alianță de care Wilhelm se temea așa de mult.

Nicolae făcea față și unor dificultăți interne, nu numai situației internaționale tensionate. Bunicul său, Țarul Alexandru al II-lea, fusese asasinat într-un atentat pus la cale de revoluționari, deși el era cel care făcuse foarte mult să îmbunătățească situația economică și socială din Rusia. Revoluționarii nu erau dornici să obțină puterea în cadrul regimului existent, ci luptau pentru răsturnarea țarismului (în copilărie, Nicolae și familia lui au supraviețuit unei tentative de asasinat cu bombă plasată în tren).

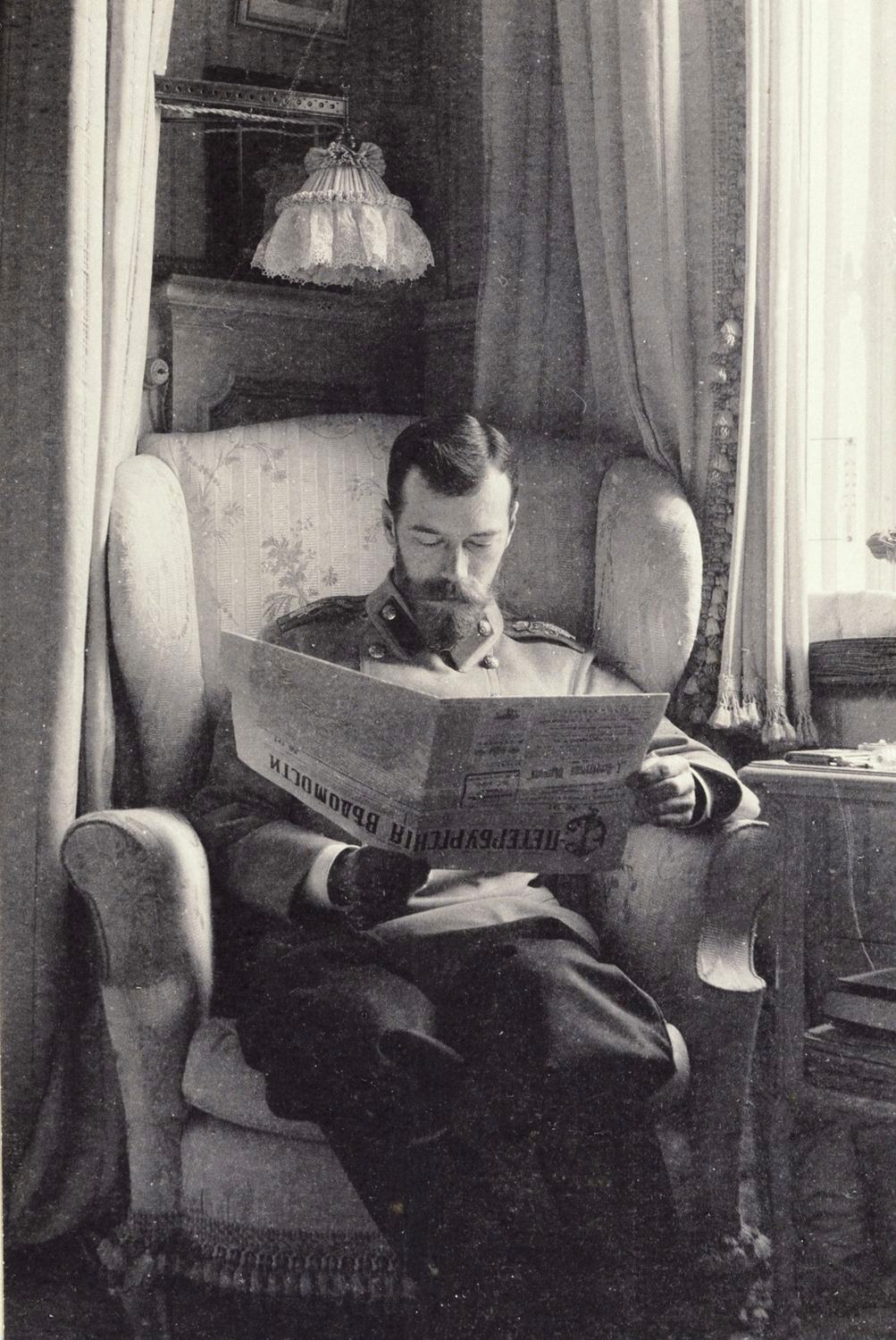
Țarul Nicolae al II-lea citind ziarul „Sankt Petersburg”.

Radicalizarea grupurilor politice era consecința refuzului țarului Alexandru al II-lea de a accepta cererea secțiunii liberale a nobilimii de adoptare a unei forme de guvernare reprezentativă (nu un regim parlamentar și cu atât mai puțin un sistem bazat pe sufragiu universal, era vorba doar de un sistem tipic epocii, care să fie bazat pe o adunare consultativă în care să poată avea loc o dezbatere de idei între membrii claselor privilegiate și educate ale țării); refuzul țarului dealtminteri reformator din 1860, de a accepta o adunare națională, a avut consecințe extrem de grave și nefaste pe termen lung: a lipsit Rusia de acea „școală” care să ridice, în timp, nivelul politic al publicului - așa cum se întâmpla în acei ani în Prusia, de exemplu - și în același timp a lipsit administrația de serviciile a sute de oameni capabili. Începând cu domnia lui Petru cel Mare, clasa privilegiată ca și împărații ruși au înțeles că fără o reformă care să modernizeze țara, aceasta va continua să piardă influență și putere în raport cu celelalte națiuni ale Vestului (țarul Nicolae al II-lea însuși a înțeles probabil asta, când conștient fiind de faptul că Rusia cea înapoiată economic și industrial nu este capabilă să producă armamentul modern de care Austro-Ungaria erau totuși capabilă, dar nici să și-l procure cumpărându-l pe piață la prețurile exorbitante cerute, a încercat să aranjeze semnarea unor înțelegeri internaționale „de dezarmare” care să interzică imperiului rival acest tip de armament.), în ciuda faptului că era țara cea mai populată, mai întinsă și bogată în resurse a Europei. Pentru țarul Alexandru al II-lea însuși, înfrângerea Rusiei în războiul Crimeii de către țările occidentale, a fost un semnal că fără reforme, țara nu-și va putea permite să joace un rol militar și politic pe măsura dimensiunii ei. De aceea bunicul lui Nicolae, țarul Alexandru al II-lea, a adoptat o lege de abolire a iobăgiei, dar din cauza opoziției majorității moșierilor, legea a devenit un compromis care era probabil nefavorabil țăranilor în majoritatea cazurilor, dar care a fost totuși profitabilă pentru stat. Acest fapt i-a dezamăgit enorm atât pe țărani, cât și mai ales pe membrii radicali ai intelighenției, care pledau cauza țărănimii. Pe acest fond al dezamăgirii provocate de refuzul lui Alexandru de a adopta o formă de guvernare reprezentativă și de nemulțumire provocată de o lege de abolire a iobăgiei nefavorabilă majorității populației, unii membrii ai intelighenției au concluzionat că o reformă justă ca și o veritabilă modernizare a țării nu poate avea loc decât răsturnând regimul țarist; dintre acești blazați s-au recrutat viitorii revoluționari. Ultimii doi țari care au urmat - Alexandru al III-lea și Nicolae al II-lea - au încercat să mențină intactă arhaica autocrație: după asasinarea țarului Alexandru al II-lea, prost sfătuiți fiind de cercurile conservatoare, succesorii acestuia - țarul Alexandru al III-lea și fiul lui, țarul Nicolae al II-lea - nu numai că n-au accelerat sau măcar stopat reformele adoptate de părintele și bunicul lor, și care erau atât de necesare pentru modernizarea și stabilizarea socială a Rusiei, și care erau deja cerute insistent de către elita intelectuală a țării, aceștia au ales să revină chiar și asupra acestor timide și insuficiente reforme deja adoptate de țarul răposat: educația, și așa neglijată de regim, a devenit încă și mai des subiect al restricțiilor, activitatea organelor de administrație locală (zemstvo-urile) a fost împiedicată, iar comunele au devenit subiect de control strict, prin adoptarea în 1889 a unei legi care introducea funcția de „zemsky nacialnik”, în timp ce funcția electivă a judecătorului de pace a fost abolită, iar guvernul a fost autorizat să asume puteri sporite în situațiile în care ordinea publică era socotită a fi în pericol; până și eforturile absolut apolitice ale zemstvo-urilor au fost obstrucționare de puterea centrală. Conflictul între societatea rusă care devenea din ce în ce mai educată, urbană și complexă, pe de-o parte, și fosilizata autocrație pe de cealaltă, s-a acutizat cu ocazia foametei din 1891, când guvernul s-a arătat incapabil să organizeze eficient ajutorarea țăranilor muritori de foame și când societatea civilă însăși s-a organizat pentru ajutorarea țăranilor calamitați. Faptul că guvernul țarist a pus interesul de clasă al membrilor lui (moșierimea) mai presus de supraviețuirea milioanelor de țărani victime ale foamei și holerei, atunci când a amânat în plină criză alimentară pentru o lună interdicția exporturilor de cereale (oferind astfel ocazia proprietarilor de latifundii să încheie contracte de export), a radicalizat și mai mult stratul de membrii ai profesiilor liberale.

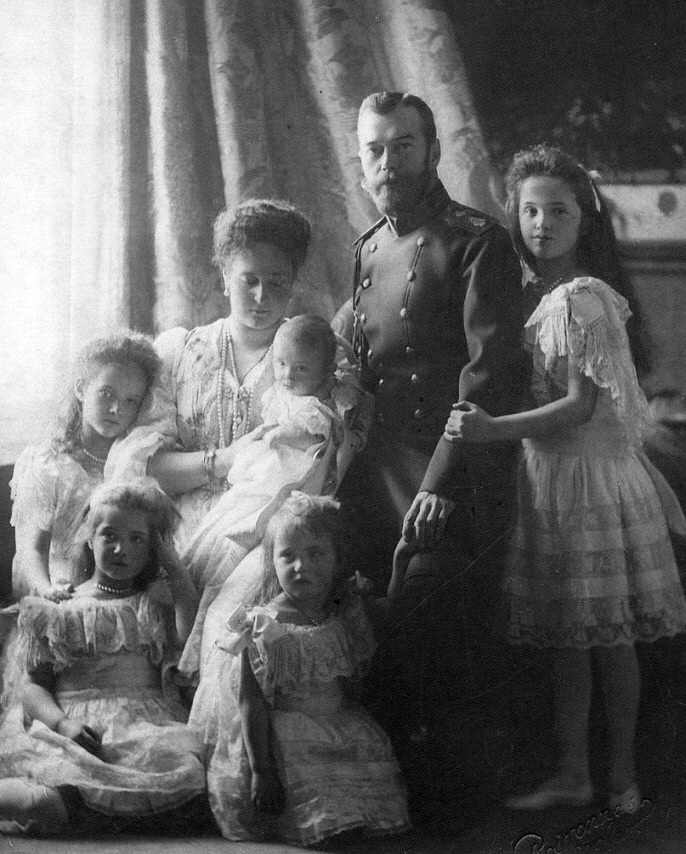
Familia Țarului în 1904.

Înfrângerea din războiul cu Japonia a întărit și extins opoziția internă față de regim, ducând la izbucnirea Revoluției din Februarie 1905 pe parcursul căreia au avut loc greve și revolte locale. Populația și chiar și bogații industriași protejați ai regimului, îl considerau pe Nicolae al II-lea responsabil de dezastru, printre altele și pentru că a trimis trupele și marina înarmate mai prost decât chiar adversarul „asiatic”. Făcând bășcălie de știrea că țarul a trimis icoane trupelor demoralizate, pentru a le încuraja, generalul Dragomirov zicea că „japonezii ne bat cu mitralierele, dar nu contează, noi o să-i batem cu icoane.” De altfel, în afară de a fi vinovat pentru că a implicat armata într-un război fără a o fi pregătit în prealabil din punct de vedere material, regimul lui Nicolae al II-lea a săpat moralul soldaților implicându-i în acțiuni de reprimare a miilor de revolte care izbucneau peste tot în vastul imperiu, fapt care în mod inerent deturna armata de la scopul ei normal și de la pregătirea ei pentru război.
Revoluția din Februarie l-a forțat pe Nicolae să accepte un parlament ales prin vot indirect, Duma, concesie făcută publică prin Proclamația din Octombrie, asta nu înainte de a masacra 200 de manifestanți (alte surse vorbesc despre mai mult de o mie de oameni masacrați pe 9 ianuarie 1905) pașnici și favorabili țarismului în 9 (22) ianuarie 1905 (dată care a rămas sub numele de „Duminica sângeroasă”, țarul însuși căpătând numele de „Nicolae sângerosul”), plus masacrarea altor 2000 de greviști la Odessa, cu ocazia procesiunii de omagiere a marinarului omorât de ofițerii de pe crucișătorul Potemkin (acostat temporar în port), pentru că s-a făcut purtătorul mesajului echipajului care nu voia să mănânce carne cu viermi..

## Nicolae pe post de monarh constituțional

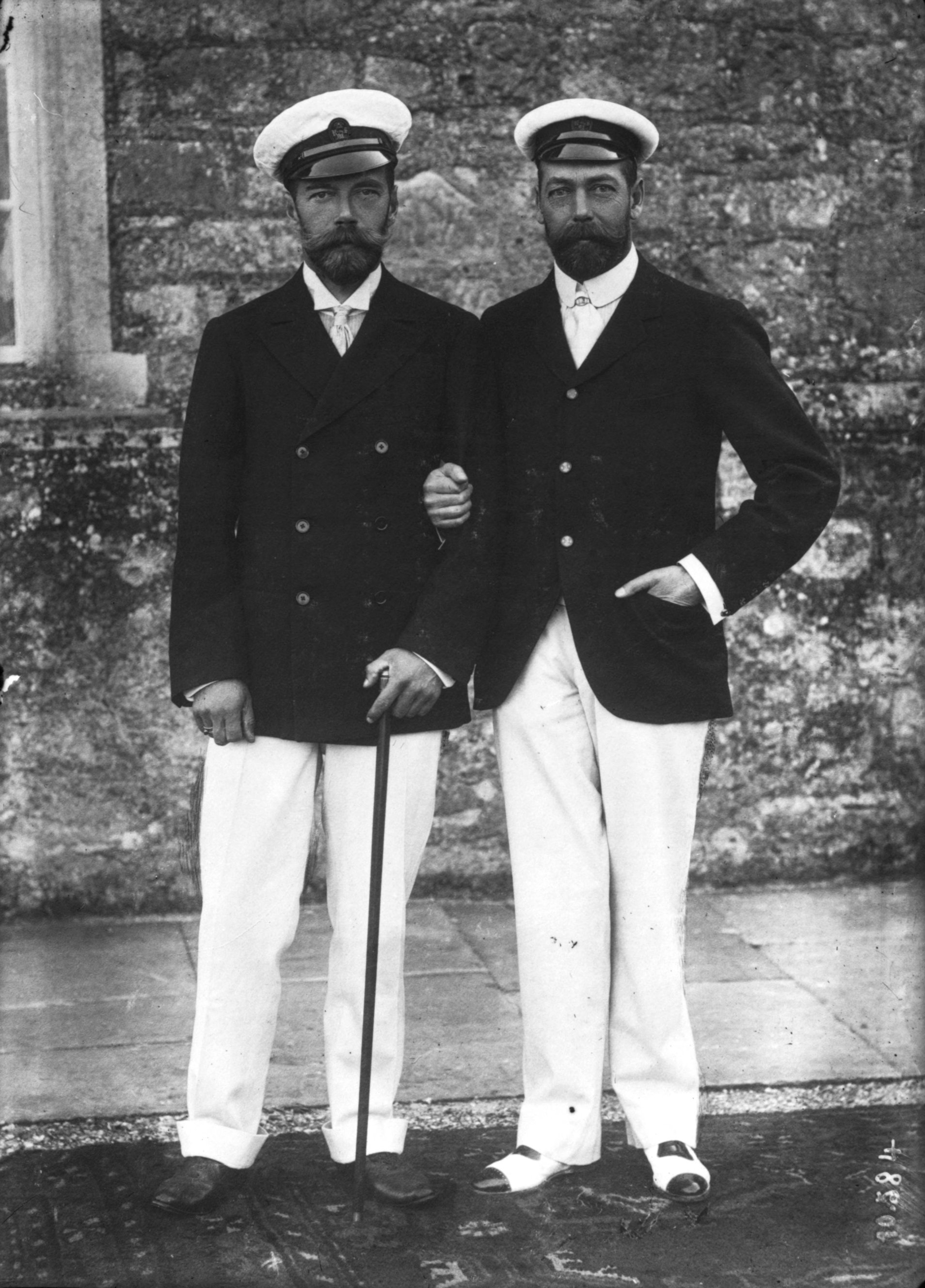
Nicolae (stânga) și vărul său, regele George al V-lea al Marii Britanii.

Relațiile lui Nicolae cu noua Dumă nu au fost foarte bune. Prima Dumă, cu o majoritate a Cadeților, a intrat imediat în conflict cu țarul. Nicolae a hotărât demiterea premierului liberal moderat Serghei Witte și dizolvarea Dumei. După ce și în a doua Dumă au apărut probleme similare, noul prim-ministru Piotr Stolîpin a dizolvat-o în mod unilateral și a schimbat legile electorale pentru a permite alegerea mai multor conservatori în viitorele adunări parlamentare. Astfel s-a ajuns la dominația liberal-conservatorilor din Partidul Octombrist al lui Alexandr Grucicov. Stolîpin, un politician abil, avea planuri ambițioase de reformă. Acestea cuprindeau facilitarea împrumuturilor pentru populația săracă de la sate, pentru a le permite să cumpere pământ, cu intenția de a forma o clasă socială de agricultori loiali coroanei. Deși scopul ultim al reformelor lui Stolîpin era să întărească autocrația țaristă și nu să democratizeze țara, planurile sale au fost împiedicate de conservatorii de la curte care aveau mai multă influență pe lângă împărat. În preajma momentului asasinării lui Stolîpin de către un anarhist (și informator al poliției totodată) în 1911, premierul și împăratul de-abia își mai vorbeau, iar destituirea lui era considerată iminentă.
După reacția viguroasă a populației la masacrul din 9 (22) ianuarie 1905, Nicolae al II-lea publică „Decretul și Manifestul Imperial”, o proclamație în care condamnă protestele și încearcă să pună responsabilitatea pentru pierderile de vieți omenești în contul birocrației, sugerând totodată cetățenilor să-i trimită direct propuneri pentru îmbunătățirea organizării statului. Manifestul reprezenta doar o manevră tactică, unicul scop el emiterii lui fiind să cumpere timp pentru regim: nu există nici un indiciu că era o reacție sinceră din partea țarului. De altfel nu mai târziu de 6 august 1905 devine clar că țarul nu intenționează să accepte un parlament democratic și cu putere de legislator, așa cum cerea populația, ci doar unul pur consultativ și format în majoritate din nobilime. În aceste condiții protestele de masă și confruntările de stradă continuă și începând cu 20 septembrie este declanșată spontan prima grevă generală din istoria țării; cu această ocazie fiind formate primele soviete („consilii” sau „sfaturi”) muncitorești la Petrograd și Moscova, pe modelul cărora și în 1917, cu ocazia revoluției din februarie, vor apare altele în toate marile orașe ale imperiului. Greva generală îl forțează pe Nicolae al II-lea să accepte cererile populației, fapt confirmat de publicarea „Manifestului din Octombrie.” Acest document era redactat de Serghei Witte, și avea rolul de a izola stânga (și cererile ei de ordin social) prin acceptarea cererilor politice ale liberalilor: acordarea libertăților civile, un regim constituțional, un guvern (Rusia sub țarism, la început de secol XX, nu avea încă un guvern reunit permanent, format din miniștrii însărcinați cu rolul de a administra și coordona diversele arii de activitate ale administrației centrale, (Așa cum menționează și Orlando Figes în „O Istorie A Revoluției Ruse”, țarul prefera să-și întâlnească miniștrii separat, fapt care se materializa în politici contradictorii, ineficiente și temporare, care produceau haosul în administrație.), nici măcar după Revoluția din 1905 și Manifestul din Octombrie Rusia necăpătând un guvern responsabil în fața legislativului.) și o adunare legislativă aleasă liber. Din păcate, țarul Nicolae al II-lea a acceptat doar de nevoie publicarea Manifestului din Octombrie, fără a avea însă intenția de a-l și respecta și deveni astfel un veritabil monarh constituțional. Dacă totuși monarh constituțional înseamnă un monarh al unui stat dotat cu o constituție pe care acesta o și respectă, Nicolae al II-lea n-a fost unul, iar Rusia n-a fost nici ea niciodată o monarhie constituțională, sau dacă a fost totuși până la lovitura de stat dată de țarul Nicolae al II-lea în iunie 1907, de atunci încolo n-a mai fost.
Imediat după publicarea „Manifestului din octombrie”, celebrările populare au fost repede umbrite de violență: regimul lui Nicolae al II-lea a creat câteva mișcări pro-monarhiste, sprijinite din ordinul țarului însuși, atât financiar cât și logistic, de către poliție, și care ideologic erau veritabile grupări fasciste avant la letrre; acestea au declanșat un război de stradă contra grupurilor pro-reformă. La doar o lună și câteva zile de la publicarea Manifestului din octombrie, mai exact pe 3 decembrie 1905, guvernul țarului Nicolae al II-lea arestează conducătorii sovietului petersburghez; social-democrații răspund printr-un nou apel la grevă generală și la rebeliune armată, însă muncitorii erau slab pregătiți pentru confruntarea cu forțele de represiune, astfel că rebeliunea va fi înăbușită în sânge, districtul Presnia din Moscova fiind distrus în cea mai mare parte, mai mult de 1000 de oameni fiind uciși, cei mai mulți dintre ei civili prinși în focul încrucișat al combatanților sau victime ale incendiilor produse de lupte; vor urma arestări în masă și execuții sumare: ordinea va fi restabilită prin teroare. Regim de „monarhie constituțională” nu excludea deci, în opinia țarului Nicolae al II-lea și a curții sale, menținerea în pușcării a unei vaste cantități de deținuți politici, exact ca în vremea presupus-defunctei autocrații, și nici nu presupunea măcar vreun tratament mai uman al minorităților naționale: între 1906 și 1909 mai mult de 5000 de deținuți politici vor fi condamnați la moarte, iar în Baltica, într-o campanie de teroare de șase luni, armata țaristă execută mai mult de 1200 de oameni, distrugând cu aceeași ocazie zeci de mii de clădiri. Țarul Nicolae al II-lea s-a arătat încântat de modul în care a fost dusă la îndeplinire operațiunea, lăudând ofițerii pentru modul „splendid” în care au acționat. Nici populația Rusiei n-a cunoscut o ameliorare a tratamentului din partea autorităților: regimul țarist al lui Nicolae al II-lea nu va ezita să ducă un război de teroare chiar împotriva propriului popor: în zonele în care țăranii s-au revoltat, sate întregi au fost distruse de armată. În total, de la publicarea Manifestului la mijlocul lui Octombrie 1905 și aprilie 1906, când s-a reunit prima Dumă, regimul țarului Nicolae al II-lea a executat 15 000 de oameni, a împușcat sau rănit cel puțin alți 20 000, iar poliția politică țaristă a deportat sau exilat alți 45 000, fapt care reprezintă cu greu un debut promițător pentru un regim parlamentar. În lupta lor contra revoluției și născândului regim liberal, țarul Nicolae al II-lea și curtea sa au decis să folosească antisemitismul drept armă de predilecție, încurajând numeroase pogromuri.

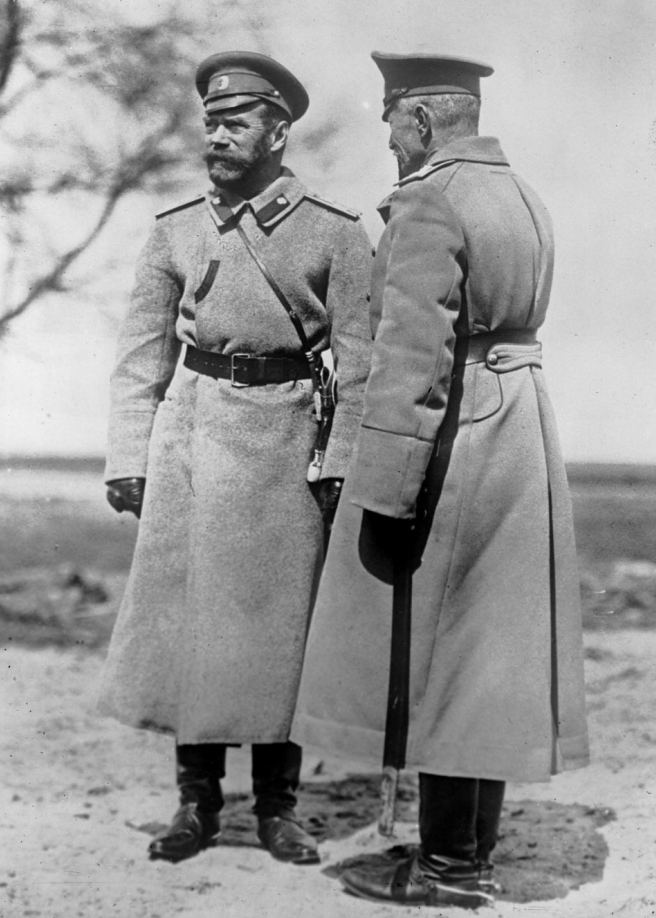
Țarul Nicolae al II-lea (stânga) cu generalul Brusilov, în recent ocupata Bucovină, 1916.

De asemenea, ca și în perioada autocrației dinaintea revoluției din 1905, muncitorii au continuat să fie masacrați de regimul țarist și în noua perioadă așa-zis „constituțională”, dacă aceștia protestau în mod pașnic contra condițiilor inumane de muncă și salarizare, așa cum s-a întâmplat de exemplu cu ocazia masacrării în Siberia pe data de 4 aprilie 1912 a 230 de minieri greviști pașnici și neînarmați și care erau angajații companiei engleze de exploatare minieră a aurului „Lena” („Lenskoie Zoloto-promișlenoie Tovarișcestvo” - sau pe scurt „Lenzoto”). Proprietarii erau în majoritate cetățeni englezi, evrei (membrii ai familiei Ginzburg), însă și francezi, germani și americani), dar printre acționari se aflau și mulți miniștri ruși (fostul ministru de finanțe și un timp prim-ministrul contele Witte, octombristul și fostul ministrul al comerțului și industriei Timiriazev, fostul ministru al comerțului și industriei Timașev, directorul Băncii de stat Boianovski) ca și membrii ai familiei imperiale, cum era de exemplu chiar mama lui Nicolae al II-lea, împărăteasa-mamă Maria-Feodorovna.
Forțele țariste de represiune n-au tras nici măcar foc de avertisment, înainte de a trage în plin, în masa pașnică de muncitori. În 1915, masacrarea muncitorilor a continuat cu noi episoade în care armata țaristă trage în muncitori, la Kostroma și Ivanovo, acest șir tragic de episoade din perioada așa-zis constituțională ruinând și ultimele speranțe ale populației într-o eventuală evoluție graduală a regimului. În opinia unor istorici, printre care se află și faimosul istoric american Leopold Henri Haimson, în 1914, la mai puțin de zece ani de la precedenta revoluție, Rusia se afla din nou pe punctul de a fi teatrul de desfășurare al unei noi revoluții, pe care doar declanșarea primului război mondial a amânat-o temporar.

## Boala țareviciului Alexei și Rasputin

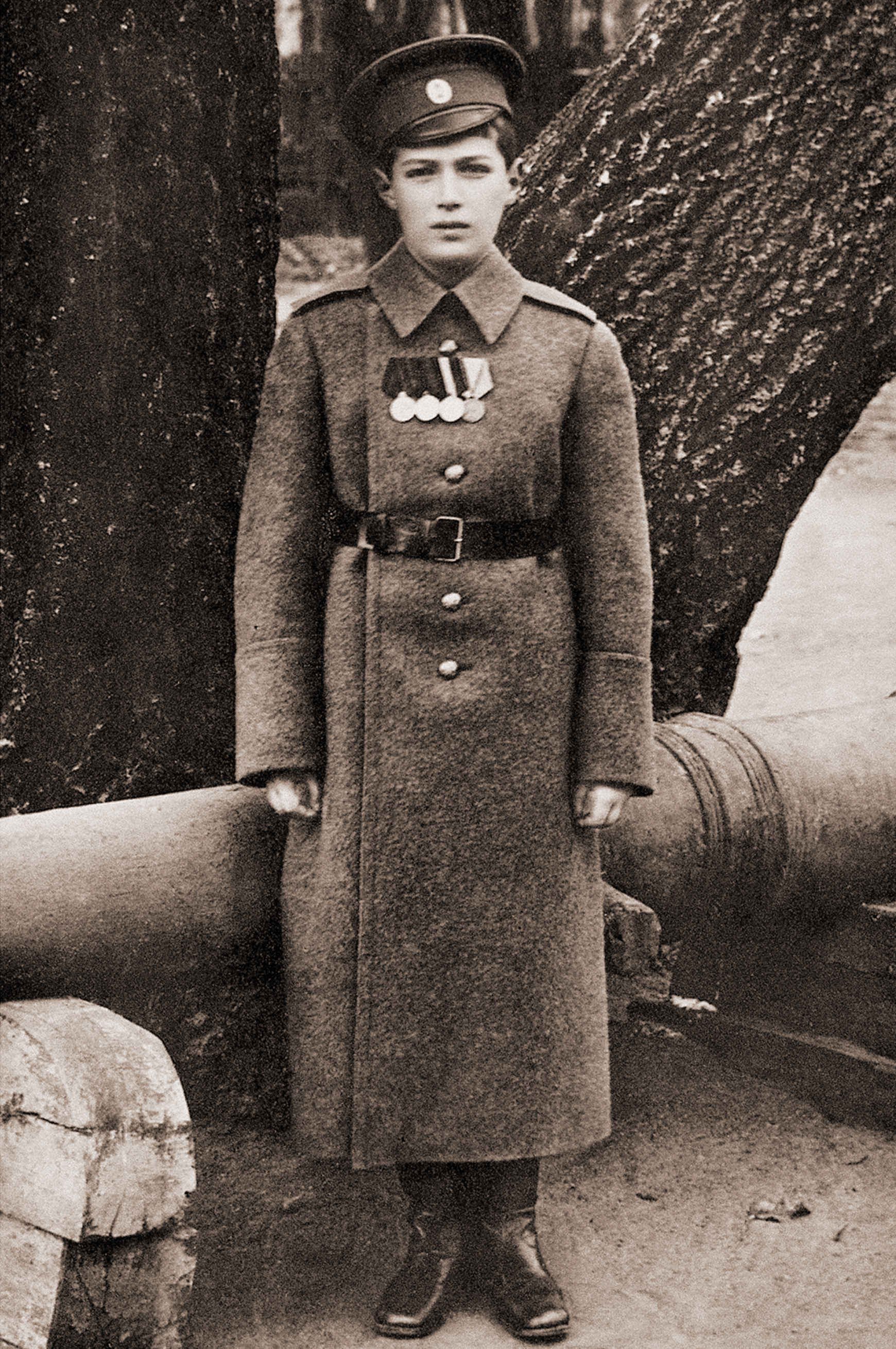
Țareviciul Alexei Nicolaevici, c. 1916

O problemă care complica mult viața familiei imperiale era chestiunea succesiunii. Alexandra i-a născut lui Nicolae patru fiice mai înainte ca să se nască fiul lor, Alexei, pe 12 august 1904. Tânărul moștenitor al tronului era bolnav de hemofilie, care pe la vremea aceea era practic netratabilă și ducea în mod invariabil la o moarte prematură. Datorită fragilității autocrației din acel timp, familia imperială a ales să nu divulge nimic în afara palatului starea sănătății lui Alexei.
Disperată, Alexandra a căutat ajutor pretutindeni; l-a găsit la un mistic, Grigori Rasputin. Se părea că Rasputin putea să-l ajute pe bolnav când acesta avea hemoragie internă, iar Alexandra a devenit din ce în ce mai dependentă de acest vraci și de sfaturile lui, pe care împărăteasa le accepta ca venind direct de la Dumnezeu.
Nicolae voia să fie iubit de supușii săi. Dacă ar fi fost lăsat să acționeze după cum credea el, ar fi putut accepta sistemul monarhic constituțional și ar fi devenit un împărat reformator. Influența politicienilor reacționari, în principal a soției lui și a rudelor ei, (cu Rasputin în fundal), a făcut acest lucru imposibil.
Prin misiunea asumată de Nicolae al II-lea - acesta probabil motivat fiind de dorința de a urma, din respect, politica autocratică aplicată de tatăl lui, răposatul țar Alexandru al III-lea - de a continua să impună națiunii principiul medieval al patrimonialismului (conform căruia Rusia era proprietatea personală a țarului), acesta a ratat să salveze dinastia Romanovilor, și prin asta însăși supraviețuirea monarhiei în Rusia. Dacă circumstanțele și dispoziția țarului ar fi fost diferite, în opinia unor istorici, calitățile personale ale lui Nicolae ar fi permis acestuia să devină un monarh constituțional tot atât de bun pe cât erau și contemporanii lui care domneau în anumite țări ale Europei, cum era Anglia, de exemplu. Moștenirea primită de Nicolae de la predecesorii lui, și de care acesta a fost finalmente incapabil să se elibereze, a fost însă diferită, anume una cu o importantă încărcătură de misticism, conform căreia țarul chiar ar putea fi iubit ca un tată și un dumnezeu de supușii lui, iar acesta ar putea conduce Rusia secolului al XX-lea bazându-se doar pe propria-i „inspirație divină.” Complexitatea statului modern au făcut anacronice astfel de fantezii în materie de cârmuire, pentru administrarea căruia era deja necesară conjugarea eforturilor, competențelor și talentului întregii națiuni.
În timpul pelerinajului la Moscova (locul încoronării fondatorului dinastiei Romanovilor) cu ocazia sărbătoririi tricentenarului familiei domnitoare, țareviciul Alexei a suferit o criză de slăbiciune provocată de hemofilie exact în momentul în care convoiul imperial parcurgea, la pas, ultimele sute de metri înaintea intrării în catedrala Uspensky; procesiunea s-a oprit în mijlocul mulțimii de preoți cântând, pentru ca tânărul moștenitor să fie purtat pe sus de membrii din garda cazacilor, din public în acest moment auzindu-se exclamații de mâhnire.

## Primul război mondial

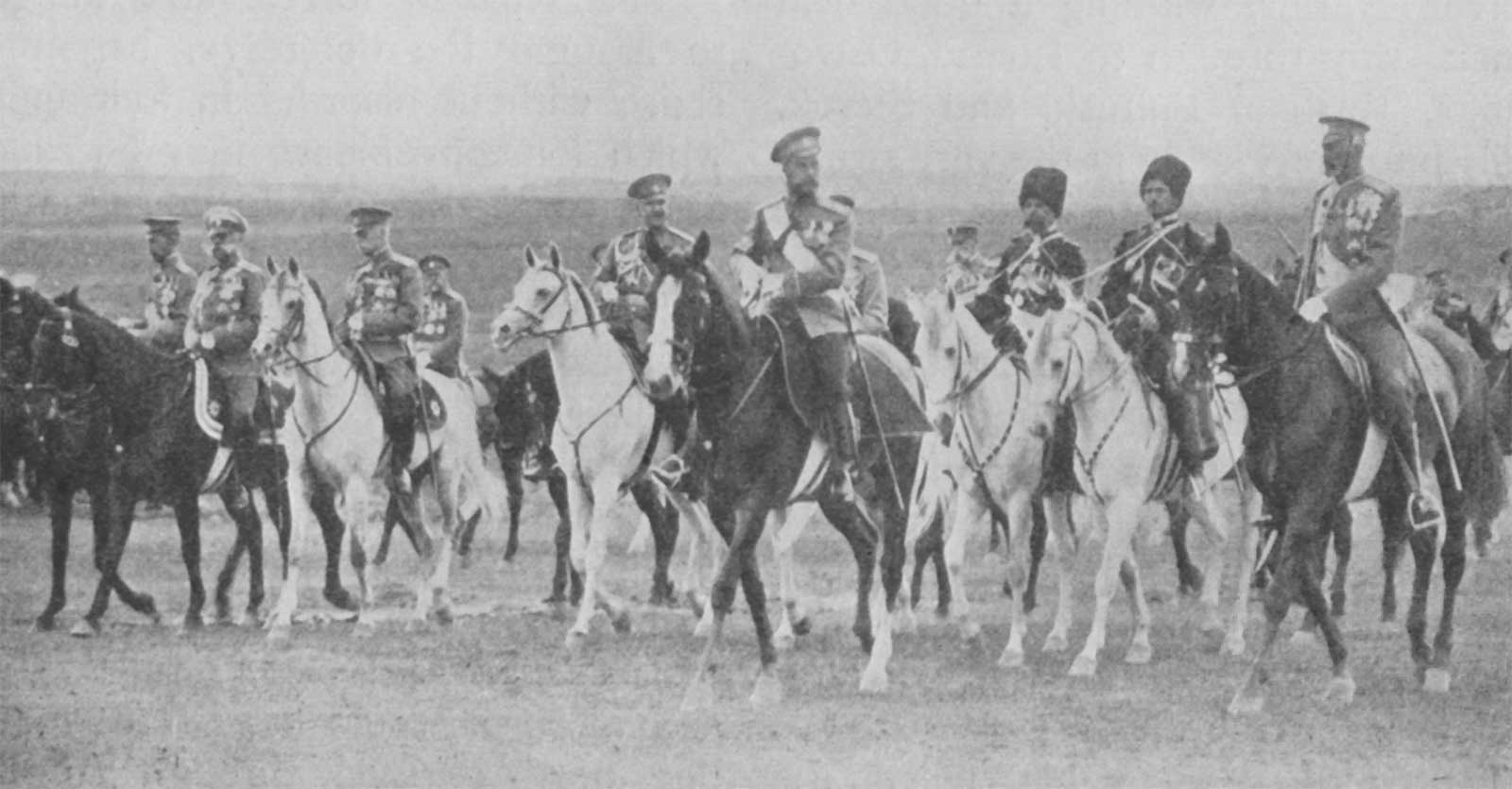
Țarul Nicolae al II-lea în timpul războiului

După asasinarea Arhiducelui Franz Ferdinand și a soției sale la Sarajevo pe 28 iunie 1914 de către naționalistul sârb Gavrilo Princip, Nicolae șovăia în legătură cu drumul pe care trebuia să-l urmeze Rusia. Pe de-o parte, nu voia să-și abandoneze aliații sârbi în fața pretențiilor Austro-Ungariei, pe de altă parte, nu voia să provoace un război de proporții. Într-o serie de scrisori schimbate cu Kaiserul, (așa numită „corespondență dintre Willy și Nicky”), cei doi își reafirmau dorința de pace și fiecare încerca să-l determine pe celălalt să dea înapoi. Nicolae a luat măsuri concrete în această privință, cerând ca mobilizarea armatelor rusești să fie făcută numai la granița cu Austro-Ungaria, dorind să prevină astfel un război cu Germania. S-a dovedit însă că era prea târziu ca relațiile și corespondența personală să oprească mersul evenimentelor. Rusia nu avea planuri de urgență pentru o mobilizare parțială și de aceea, pe 31 iulie 1914, Nicolae a luat decizia inevitabilă de a ordona mobilizarea generală. Aceasta a dus aproape imediat la declarația germană de război și la dezlănțuirea primului război mondial.
Izbucnirea războiului pe 11 august 1914 a găsit Rusia complet nepregătită și un început promițător s-a transformat rapid într-un șir de înfrângeri cutremurătoare. Nicolae a simțit că era de datoria sa să conducă personal armata și și-a asumat rolul de comandant suprem după eliberarea din funcție a unchiului său, Marele Duce Nicolae, (septembrie 1915), după pierderea teritoriului care-i revenise Rusiei la ultima împărțire a Poloniei. Eforturile împăratului de a supraveghea acțiunile de pe front au lăsat în mod inevitabil treburile de acasă în mâinile împărătesei. Departe de opinia publică, Nicolae nu înțelegea cât de suspicioși erau oamenii de rând față de Alexandra, o femeie care era nemțoaică prin naștere și victimă a zvonurilor distructive despre dependența ei de Rasputin. Un grup de curteni, profund nemulțumiți de influența nefastă pe care o avea Rasputin asupra efortului de război al Rusiei ca și asupra prestigiului monarhiei, l-au asasinat pe călugărul-vraci în decembrie 1916.

## Revoluția și abdicarea

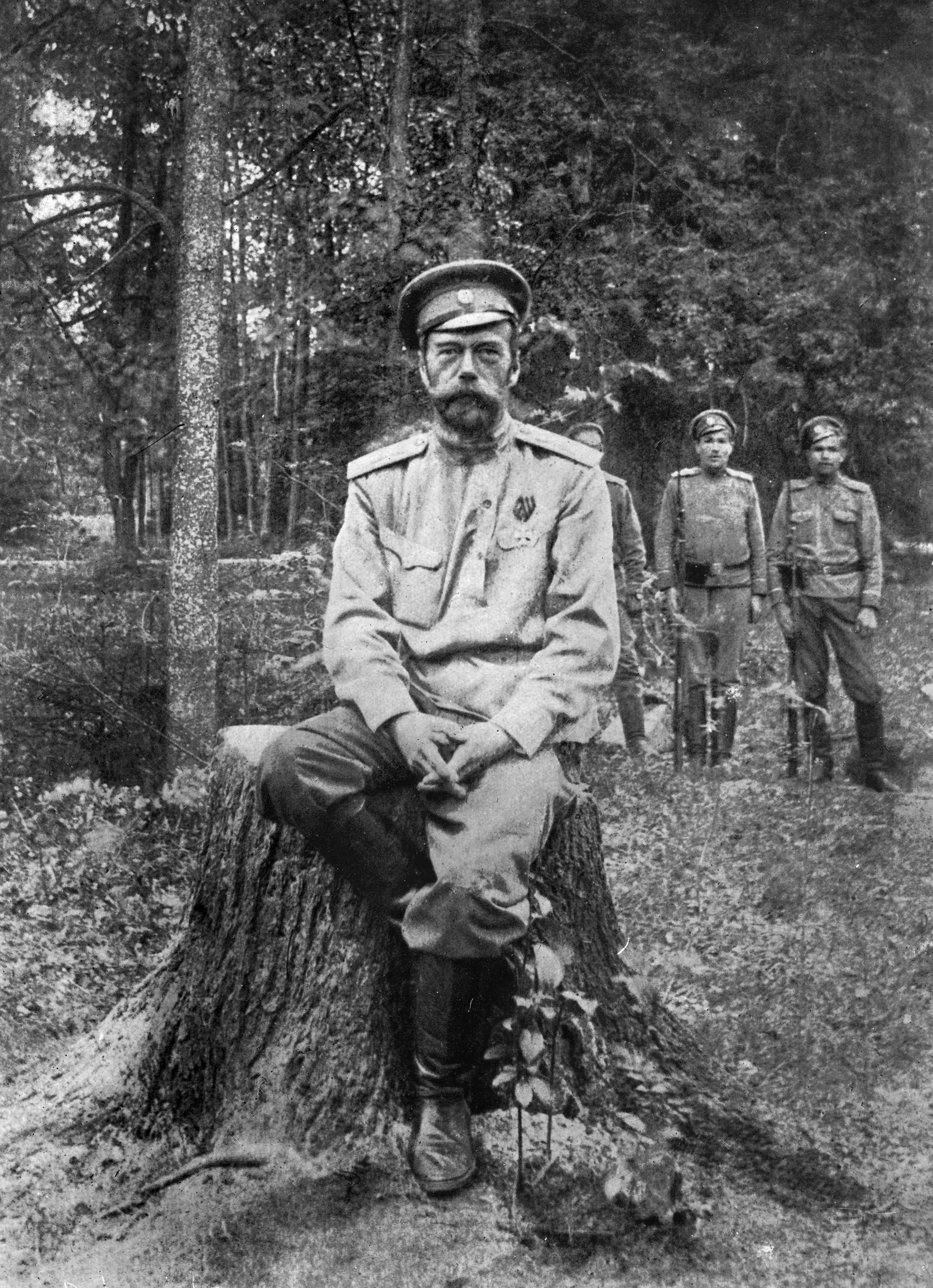
Nicolae al II-lea după abdicarea sa din martie 1917

Înăsprirea condițiilor de viață din spatele frontului și incapacitatea armatei de a menține succesele militare temporare din iunie 1916 au dus la o serie de noi greve și tulburări în iarna care a urmat. La sfârșitul „Revoluției din februarie” din 2 martie (stil vechi)/ 15 martie (stil nou) 1917 Nicolae al II-lea a fost forțat să abdice în numele său și al țareviciului, în favoarea fratelui lui, spunând: „Lasăm moștenire succesiunea noastră fratelui nostru, Marele Duce Mihail Alexandrovici, și îi dăm binecuvântarea noastră la urcarea pe tron.”  Marele Duce Mihail a refuzat să accepte tronul și a abdicat a doua zi, și astfel trei secole de istorie a dinastiei Romanov s-au încheiat.

## Execuția
Guvernul Provizoriu a hotărât la început să-i țină pe Nicolae, Alexandra și pe copiii lor închiși în reședința imperială, Palatul Alexandru. În încercarea de a-i îndepărta din capitală și de a-i feri de posibile vătămări, guvernul lui Alexandr Kerenski i-a mutat în Tobolsk, în Siberia, în august 1917. Ei au rămas acolo pe durata Revoluției din Octombrie, ca mai apoi să fie mutați de guvernul bolșevic într-un oraș controlat de Armata Roșie, Ekaterinburg. Țarul și familia sa, inclusiv țareviciul Alexei grav bolnav, precum și câțiva servitori care îi însoțiseră, au fost împușcați în subsolul Casei Ipatiev de un pluton de execuție bolșevic condus de Iacov Iurovski în noaptea de 16 iulie spre 17 iulie 1918. Execuția a fost grăbită de avansarea către Ekaterinburg a subunităților Legiunii Cehe în drumul lor de retragere din Rusia. Temându-se că Legiunea Cehă va cuceri orașul și-l vor elibera pe Nicolae, temnicerii bolșevici au hotărât lichidarea imediată a familiei imperiale. Dovezile că această execuție s-a făcut cu știința și cu aprobarea lui Lenin sunt suficient de multe, mulți istorici văzând în aceasta o răzbunare pentru condamnarea la moarte a fratelui mai mare al liderului bolșevic, Alexandr Ulianov, în urma tentativei eșuate de asasinare a țarului Alexandru al III-lea în 1887.
Deoarece CEKA se temea ca soldații ruși nu vor trage asupra țarului lor, plutonul de execuție a fost format din soldați maghiari, printre ei aflându-se și viitorul lider comunist Imre Nagy.
S-a crezut multă vreme că trupurile lui Nicolae și ale familiei lui au fost aruncate într-un puț de mină în locul numit Patru Frați. La început așa a fost—cadavrele au fost într-adevăr aruncate în acel loc în noaptea de 16/17 iulie. În dimineața următoare—când zvonuri despre locul în care se aflau trupurile celor din familia regală au început să se răspândească prin orașul Ekaterinburg—Iurovski a ridicat morții pentru a-i ascunde în altă parte. Atunci când vehiculul care transporta trupurile s-a defectat în timpul deplasării către noul loc desemnat, el a ales altă soluție și a îngropat cele mai multe cadavre într-o groapă comună pătrată, lată de 2,5 m și adâncă de 1,8 m, a turnat acid sulfuric pe chipurile morților și a mascat locul stivuind traverse de cale ferată deasupra. Groapa se afla pe un drum de căruțe părăsit, Șoseaua Kroptiaki, la circa 19 km nord de Ecaterinburg. Două cadavre au fost arse.

## Zvonuri despre supraviețuitorii din familia imperială
Secretul ținut asupra execuției și asupra îngropării trupurilor a dus la zvonuri conform cărora împăratul sau membri ai familiei lui ar fi fost încă în viață. Mai mulți oameni au pretins că l-au întâlnit pe împărat în lagăre de muncă din Siberia prin deceniul al patrulea al secolului trecut. Aceste afirmații nu au fost luate niciodată în serios, dar până prin 1940, un număr de oameni au pretins în mod mai credibil că ar fi fost copiii țarului. Cel mai cunoscut caz a fost cel al lui Anna Anderson, care a afirmat că ar fi fost Marea Ducesă Anastasia și chiar a reușit să convingă de acest fapt pe mai mulți membri ai familiei Romanov aflați în exil. Este foarte posibil ca până și ea să fi crezut că este Anastasia, dar testele ADN făcute post-mortem au arătat că acest lucru nu e adevărat.
Imediat după dezmembrarea Uniunii Sovietice, trupurile Romanovilor au fost localizate, exhumate și identificate în mod oficial. Un raport secret al lui Iurovski, care a fost descoperit cam prin 1980, dar care nu a devenit public până în 1992, a ajutat autoritățile să localizeze trupurile. Testele ADN au fost modalitățile principale folosite la identificare. O probă de sânge a Prințului Filip, un descendent al Reginei Victoria și prin aceasta văr cu Alexandra, a fost folosită pentru a identifica pe împărăteasă și pe fiicele ei cu ajutorul genelor mitocondriale. O altă metodă de identificare a fost noua tehnică medico-legală de supraimpresionare a fotografiilor făcute craniilor. 
Două trupuri nu au fost găsite încă: acela al lui Alexei și al uneia dintre fiice — Tatiana, Maria sau Anastasia. În conformitate cu raportul lui Iurovski, trupurile lui Alexei și al uneia dintre fiice, identificată de el în mod greșit drept Alexandra, au fost arse lângă locul de îngropare iar cenușa lor a fost amestecată și îngropată și ascunsă. Unele persoane din Rusia, în special clerici ai bisericii ortodoxe ruse, au susținut că trupurile nu sunt ale celor din familia imperială, dar după îndelungate tergiversări birocratice și politice, toate rămășițele pământești au fost înhumate în cadrul unei ceremonii impresionante în cripta familiei Romanov din Catedrala Sfinții Petru și Pavel din Sankt Petersburg în 1998, la a 80-a aniversare a execuției.
Viața lui Nicolae a fost dramatizată în filmul Nicolae și Alexandra, ecranizare din 1971 care adaptează cartea omonimă a scriitorului american Robert K. Massie, istoric care a devenit interesat de biografia ultimului Romanov ca părinte al unui copil bolnav de hemofilie, cum a fost și Nicolae. .

## Sanctificarea
Pe 4 august 2000, Nicolae și membrii apropiați ai familiei lui au fost canonizați drept sfinți de sinodul bisericii ortodoxe ruse. Ei nu au fost denumiți „mucenici”, atâta vreme cât moartea lor nu a fost un rezultat imediat legat de credința lor creștină; în schimb ei au fost canonizați drept „cuvioși (supuși pătimirii)”. Ei erau deja venerați de unii membri ai bisericii ortodoxe ruse din afara Rusiei de câțiva ani înaintea canonizării.

## Evaluarea monarhului
Unii istorici cunoscători avizați ai Rusiei adesea subliniază influența exercitată de practicile regimului țarist asupra modului cum guvernul comunist postrevoluționar a înțeles să conducă Rusia în cea mai mare parte a secolului al XX-lea. Acești istorici văd o legătură directă între modul de guvernare în general despotic, criminal, brutal și arbitrar al regimurilor țariste (și în primul rând acela al ultimului țar, Nicolae al II-lea, care șoca în epocă observatorii din Occident) și modul asemănător în care și regimul-moștenitor, postrevoluționar, condus de bolșevici, a înțeles să guverneze țara timp de mai bine de șapte decenii după aceea. Dacă la finele Evului Mediu despotismul devastator al unui Ivan cel Groaznic era deja anacronic, tentațiile autocratice ale ultimilor doi țari într-o Europă modernă și devenind din ce în ce mai democratică, cu un Nicolae al II-lea care mai credea că un mare stat în secolul XX se poate guverna pe baza inspirației divine, și care prefera să masacreze populația rusă care cerea drepturi de care popoarele vest-europene se bucurau deja, decât să adopte niște reforme democratice sincere, țin cu atât mai mult de anacronism. Povestea tragică a lui Nicolae al II-lea și în același timp și aceea a Rusiei de la începutul secolului al XX-lea arată că trăsăturile personale judecate îndeobște a reprezenta niște „calități” certe, funcție de contextul istoric în care individul este obligat să se manifeste, se dovedesc a fi de fapt niște defecte mortale: respectul pentru tradiție și practicile înaintașilor, trăsătură atât de adânc înrădăcinată în conștiința țarului Nicolae al II-lea, l-a împiedicat să adopte cu buna-credință necesară reformele cerute de populație, și asta s-a dovedit relativ repede a fi fatal (atât pentru Nicolae și familia lui, cât și pentru populația imperiului); fie și târziu, istoria a sancționat țarismul pentru prea lunga anchiloză politică de care a dat dovadă. Deși cu calitățile personale de care dispunea, Nicolae ar fi putut funcționa în mod cel puțin satisfăcător în rolul pur decorativ și ceremonial de monarh constituțional - meserie foarte comodă la urma urmelor, dacă nu neapărat și foarte pasionantă -, presiunea exercitată de tradițiile dinastiei, ca și de anturaj, l-au determinat pe ultimul țar să se opună democratizării Rusiei, fapt pentru care unii istorici nici măcar nu-l compătimesc pentru rolul de victimă brutal executată, în perioada tulbure și agitată a războiului civil.

## Copii
Țarul Nicolae al II-lea și împărăteasa Alexandra au avut următorii copii:
| Fotografie | Nume                              | Data nașterii                                                                   | Data morții   | Note                                          |
| ---------- | --------------------------------- | ------------------------------------------------------------------------------- | ------------- | --------------------------------------------- |
|            | Marea Ducesă Olga Nikolaevna      | 15 noiembrie 1895, stil vechi 3 noiembrie 1895, potrivit calendarului gregorian | 17 iulie 1918 | Impușcați la Ekaterinburg de către bolșevici. |
|            | Marea Ducesă Tatiana Nikolaevna   | 10 iunie 1897, stil vechi 29 mai 1897, potrivit calendarului gregorian          | 17 iulie 1918 | Impușcați la Ekaterinburg de către bolșevici. |
|            | Marea Ducesă Maria Nikolaevna     | 26 iunie 1899, stil vechi 14 iunie 1899, potrivit calendarului gregorian        | 17 iulie 1918 | Impușcați la Ekaterinburg de către bolșevici. |
|            | Marea Ducesă Anastasia Nikolaevna | 18 iunie 1901, stil vechi 5 iunie 1901, potrivit calendarului gregorian         | 17 iulie 1918 | Impușcați la Ekaterinburg de către bolșevici. |
|            | Țareviciul Alexei Nikolaevici     | 12 august 1904, stil vechi 30 iulie 1904, potrivit calendarului gregorian       | 17 iulie 1918 | Impușcați la Ekaterinburg de către bolșevici. |

## Literatură
- Edith M. Almedingen: Die Romanows. Die Geschichte einer Dynastie. Russland 1613–1917. Ullstein, Frankfurt am Main 1995, ISBN 3-548-34952-8.
- Juri Buranow, Wladimir Chrustaljow: Die Zarenmörder. Vernichtung einer Dynastie. 2. Auflage. Aufbau-Verlag, Berlin 1999, ISBN 3-7466-8011-5.
- Hélène Carrère d’Encausse: Das Drama des letzten Zaren. Piper, München 2000, ISBN 3-492-23001-6.
- Elisabeth Heresch: Nikolaus II. Feigheit, Lüge und Verrat; Leben und Ende des letzten russischen Zaren. Langen Müller, München 1992, ISBN 3-7844-2404-X.
- Larissa Jermilowa: Der letzte Zar. Parkstone Press, Bournemouth 1997, ISBN 1-85995-209-7.
- Greg King: The court of the last tsar. Pomp, power and pageantry in the reign of Nicholas II. Wiley, Hoboken 2006, ISBN 0-471-72763-6.
- Robert K. Massie, Alexis Gregory (Hrsg.): Der letzte Zar. Das Familienalbum der Romanows. Orell Füssli, Zürich 1983, ISBN 3-280-01420-4.
- Robert K. Massie: Nicholas and Alexandra. Gollancz, London 1992, ISBN 0-575-05437-9.
- Robert K. Massie: Die Romanows - Das letzte Kapitel. Berlin Verlag, 1995, ISBN 3-8270-0070-X.
- Edward Stanislawowitsch Radsinski: The last tsar. The life and death of Nicholas II. Doubleday, New York 1992, ISBN 0-385-42371-3.
- Roman P. Romanow: Am Hof des letzten Zaren. Die glanzvolle Welt des alten Rußland. Piper, München 2005, ISBN 3-492-24389-4.
- Henri Troyat: Nikolaus II. Der letzte Zar. Societäts-Verlag, Frankfurt a.M. 1992, ISBN 3-7973-0513-3.
- Eberhard Straub, Drei letzte Kaiser, Berlin 1998.
- Alexander Bokhanov, Manfred Knodt, Lyudmila Xenofontova: The Romanovs - Love, power and tragedy. Leppi, London 1993, ISBN 0-9521644-0-X.
- Hartwig A. Vogelsberger: Die letzten Zaren. Rußland auf dem Weg zur Revolution. Bechtle, München 1998, ISBN 3-7628-0551-2.
- Olga Barkowez/Fjodor Fedorow/Alexander Krylow: Geliebter Nicky … Der letzte russische Zar Nikolaus II. und seine Familie. edition q, Berlin 2002, ISBN 3-86124-548-5.